# Wybory parlamentarne na Słowacji w 2002 roku
Wybory parlamentarne na Słowacji w 2002 roku odbyły się 20 i 21 września 2002. W ich wyniku Słowacy wybrali 150 posłów do Rady Narodowej. Wybory zakończyły się zwycięstwem opozycyjnego Ruchu na rzecz Demokratycznej Słowacji Vladimíra Mečiara, który wyprzedził Słowacką Unię Chrześcijańską i Demokratyczną premiera Mikuláša Dzurindy. Temu ostatniemu udało się jednak zyskać poparcie innych ugrupowań i ponownie utworzyć koalicję rządzącą. Frekwencja wyborcza wyniosła 69,99%.

## Wyniki wyborów
| Lista wyborcza                                     | Głosy   | %    | Mandaty |
| -------------------------------------------------- | ------- | ---- | ------- |
| Ruch na rzecz Demokratycznej Słowacji              | 560 691 | 19,5 | 36      |
| Słowacka Unia Chrześcijańska i Demokratyczna       | 433 953 | 15,1 | 28      |
| SMER                                               | 387 100 | 13,5 | 25      |
| Partia Węgierskiej Koalicji                        | 321 069 | 11,2 | 20      |
| Ruch Chrześcijańsko-Demokratyczny                  | 237 202 | 8,3  | 15      |
| Sojusz Nowego Obywatela                            | 230 309 | 8,0  | 15      |
| Komunistyczna Partia Słowacji                      | 181 872 | 6,3  | 11      |
| Prawdziwa Słowacka Partia Narodowa                 | 105 084 | 3,7  | 0       |
| Słowacka Partia Narodowa                           | 95 633  | 3,3  | 0       |
| Ruch dla Demokracji                                | 94 324  | 3,3  | 0       |
| Socjaldemokratyczna Alternatywa                    | 51 649  | 1,8  | 0       |
| Partia Demokratycznej Lewicy                       | 39 163  | 1,4  | 0       |
| Partia Zielonych                                   | 28 365  | 1,0  | 0       |
| NOSNP                                              | 26 205  | 0,9  | 0       |
| Zrzeszenie Robotników Słowacji                     | 15 755  | 0,5  | 0       |
| Kobieta i Rodzina                                  | 12 646  | 0,4  | 0       |
| Obywatelska Partia Konserwatywna                   | 9422    | 0,3  | 0       |
| Partia Robotnicza ROSA                             | 8699    | 0,3  | 0       |
| Romska Inicjatywa Obywatelska                      | 8420    | 0,3  | 0       |
| Partia na rzecz Demokratycznych Praw Obywatelskich | 6716    | 0,2  | 0       |
| Blok Lewicy                                        | 6441    | 0,2  | 0       |
| Polityczny Ruch Romów w Słowacji ROMA              | 6234    | 0,2  | 0       |
| Słowacka Jedność Narodowa                          | 4548    | 0,2  | 0       |
| Béčko – Rewolucyjna Partia Słowacji                | 2818    | 0,1  | 0       |
| Partia Ludowa                                      | 763     | 0,0  | 0       |